# Чейеч, Фломена
Фломена Чейеч Даниэль — кенийская легкоатлетка, бегунья на длинные дистанции, специализируется в марафоне.
На международных соревнованиях выступает с 1999 года. На чемпионате мира по кроссу заняла 10-е место в забеге юниоров. Свой первый марафон пробежала в 2006 году, когда на Найробийском марафоне заняла 7-е место — 2:42.31. В 2009 году приняла участие на чемпионате мира по полумарафону, на котором заняла 8-е место.

## Карьера
3 марта 2013 года стала победительницей Римского полумарафона. 14 апреля этого же года выиграла Венский марафон — 2:24.34.
14 февраля 2014 года заняла 2-е место на Рас-эль-Хаймском полумарафоне, показав время 1:08.13. 6 апреля стала победительницей Парижского марафона с новым личным рекордом — 2:22.44.
27 июля 2014 года стала победительницей Игр Содружества в марафоне, победив со временем 2:26.45.
В 2015 году победила на Полумарафоне Янчжоу с результатом 1:08.36

## Личные рекорды
- 3000 метров - 9:20.48 (2014)
- 5000 метров – 15:19.47 (2009)
- 10 000 метров – 31:58.50 (2008)
- 15 километров - 49:15 (2016)
- Полумарафон – 1:07:39 (2013)
- Марафон – 2:21:22 (2017)